# APWR
L'APWR (en anglais Advanced Pressurized Water Reactor, réacteur à eau pressurisée avancé) est un nouveau modèle de réacteur nucléaire à eau pressurisée de 3e génération développé par la société Mitsubishi Heavy Industries (MHI). Aucun n'est actuellement en construction.

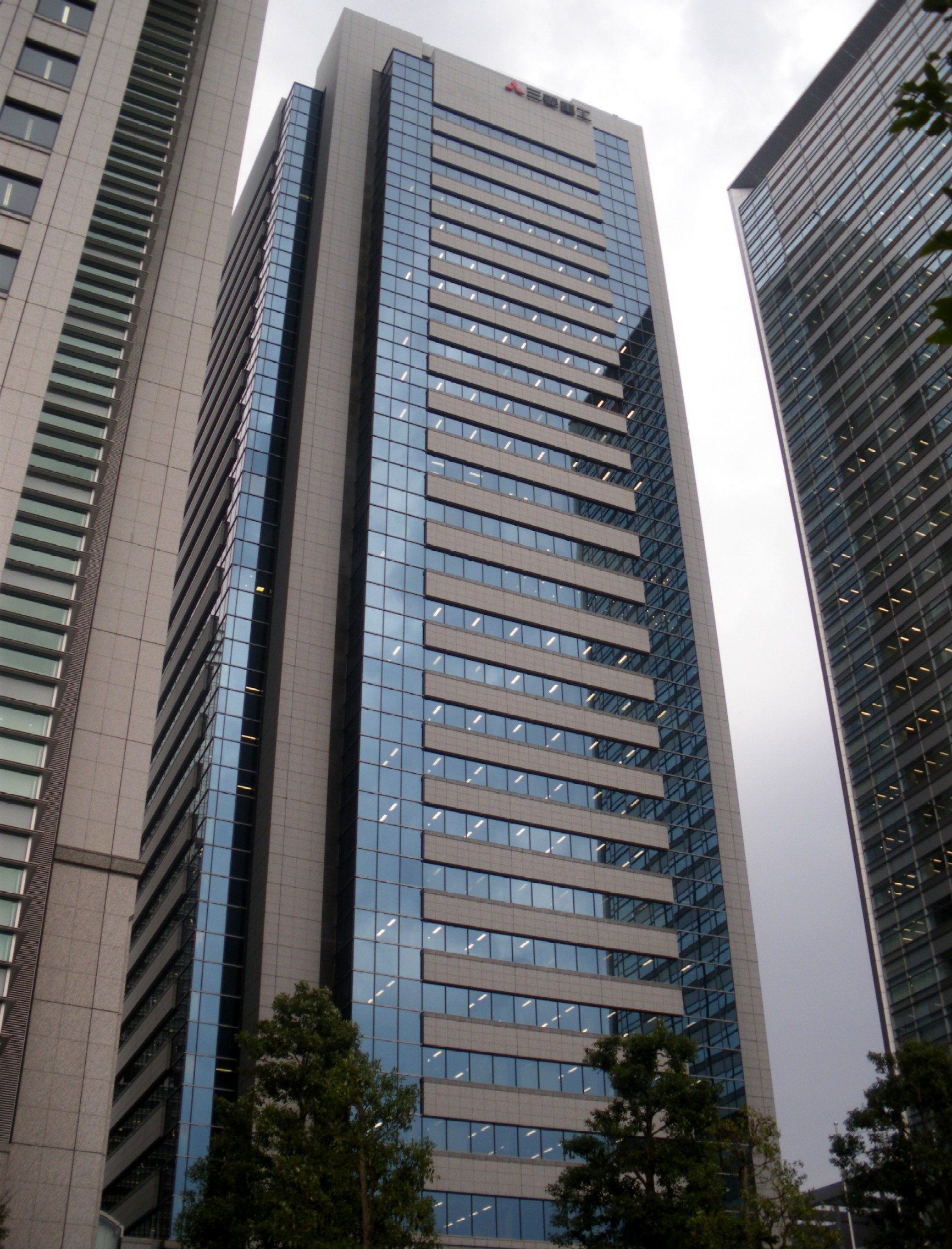
Tour de Mitsubishi Heavy Industries à Tokyo.

## Histoire
L'APWR standard est en phase d'octroi de licence au Japon. Le prochain APWR+ aura une puissance nette de 1 700 MWe et aura la capacité d'utiliser du MOX comme combustible.
L'US-APWR a été développé par MHI comme variante de l'APWR conçue pour se conformer aux réglementations américaines. TXU a sélectionné l'US-APWR pour plusieurs de ses sites, dont la centrale nucléaire de Comanche Peak. Cependant, en 2013, Mitsubishi ralentis le processus de certification américain et la demande de construction de deux unités à Comanche a été suspendue.

## Caractéristiques du réacteur
Caractéristiques du réacteur
| Puissance électrique                     | 1 700 MWe        |
| Puissance thermique du cœur              | 4 451 MWth       |
| Nombre d'assemblages combustible         | 257              |
| Longueur du cœur                         | 4,2 m            |
| Nombre de boucles                        | 4                |
| Débit du circuit primaire                | 7,64 m3/s/boucle |
| Pression du circuit primaire             | 15,5 MPa         |
| Générateur de vapeur                     | 90TT-1           |
| Nombre de générateurs de vapeur          | 4                |
| Pompe du circuit primaire                | 100A             |
| Nombre de pompes du circuit primaire     | 4                |
| Puissance des pompes du circuit primaire | 6 MWe            |

L'US-APWR comporte plusieurs caractéristiques techniques permettant une diminution des coûts d'exploitation. Le cœur est entouré d'un réflecteur de neutrons en acier qui augmente la réactivité et réduit le taux d'enrichissement d'uranium 235 nécessaire. De plus, l'US-APWR utilise des générateurs de vapeur plus avancés comparé à ceux de l'APWR créant de la vapeur plus sèche autorisant l'utilisation de turbines plus efficaces. Ainsi, l'efficacité de l'US-APWR est environ 10% supérieure à celle de l'APWR.
Plusieurs améliorations de sécurité sont également notables. Les systèmes de sécurité ont davantage de redondance et sont conçus le plus possible de manière passive.

## Unités

### Planifiées
En 2013, deux projets de construction aux États-Unis ont été suspendus :
- Deux unités à la centrale nucléaire de Comanche Peak
- Une unité à la centrale nucléaire de North Anna

Le 10 mai 2011, le premier ministre japonais Naoto Kan annonça l'annulation de projets de construction de nouveaux APWR, dont deux réacteurs prévus à la centrale nucléaire de Tsuruga. En 2014, à la suite de l'arrivée d'un nouveau gouvernement, le projet de construction à Tsuruga était à un stade incertain. En mars 2015, la Commission de réglementation de l'énergie nucléaire (Genshiryoku kisei iinkai (原子力規制委員会)) accepta un rapport d'expert concluant que le site de Tsuruga se trouvait sur une faille géologique active.